# Cisów (Lubusz)
Pour les articles homonymes, voir Cisów.
Cisów (prononciation : [ˈt͡ɕisuf]) est un village polonais de la gmina de Kożuchów dans le powiat de Nowa Sól de la voïvodie de Lubusz dans l'ouest de la Pologne.
Il se situe à environ 4 kilomètres au sud de Kożuchów (siège de la gmina), 12 kilomètres au sud-ouest de Nowa Sól (siège du powiat) et 26 kilomètres au sud de Zielona Góra (siège de la diétine régionale).
Le village comptait approximativement une population de 101 habitants en 2005.

## Histoire
Au cours du deuxième partage de la Pologne en 1793, le village est annexé par le Royaume de Prusse sous le nom de Zissendorf. (voir Évolution territoriale de la Pologne)
Après la Seconde Guerre mondiale, avec la mise en œuvre de la ligne Oder-Neisse, le village retourne à la République populaire de Pologne.
De 1975 à 1998, le village appartenait administrativement à la voïvodie de Zielona Góra.

Depuis 1999, il appartient administrativement à la voïvodie de Lubusz